# Première guerre du Shaba
La première guerre du Shaba est un conflit qui a opposé le Zaïre (aujourd’hui République démocratique du Congo) et l'Angola en 1977.
Cette guerre fut sans doute une conséquence de l’appui apporté par le Zaïre au FNLA et à l’UNITA pendant la guerre civile angolaise.

## Historique
Le conflit débuta le 8 mars 1977, lorsqu’environ 1 000 à 1 500 membres du Front national de libération du Congo (FNLC) envahissent le Shaba, province du sud-ouest du Zaïre, avec le soutien gouvernemental de l’Angola. L’implication de troupes cubaines, quoique revendiquée par les Zaïrois, fut mise en doute par les experts occidentaux.
Le président Mobutu Sese Seko du Zaïre lança un appel pour un soutien extérieur le 2 avril. La guerre prit fin lorsque 1 500 hommes de troupe marocains, transportés par avion vers le Zaïre le 10 avril 1977 par le gouvernement français, repoussèrent les rebelles du FNLC. Les 70 millions de dollars de l'opération marocaine furent payés par l'Arabie saoudite. L’Égypte envoya une douzaine de pilotes et le Soudan des conseillers militaires. L’attaque entraîna des représailles du gouvernement, ce qui conduisit à l’exode massif de réfugiés et à l’instabilité politique et économique au sein du Zaïre lui-même[réf. souhaitée].
Le FNLC effectua une seconde invasion l’année suivante, la deuxième guerre du Shaba.